# 안동 선찰사 목조석가여래좌상 및 복장유물 일괄
안동 선찰사 목조석가여래좌상 및 복장유물 일괄(安東 仙刹寺 木造釋迦如來坐像 및 腹藏遺物 一括)은 경상북도 안동시 길안면 선찰사에 있는 불상이다. 2016년 10월 6일 경상북도의 유형문화재 제497호로 지정되었다.

## 지정사유
안동 선찰사 법당에 봉안되어 있는 이 불상은 높이 42cm의 결가부좌(結跏趺坐)한 소형(小型)불상으로 항마촉지인의 자세를 취하고 있어 석가모니불임을 알 수 있다. 이 불상의 양식적 특징은 17세기 전반 경북 남부지역을 중심으로 전국에 걸쳐 활약했던 대표적인 조각승 현진(玄眞)의 작품이다.
주목되는 점은 불상의 복장공 속에서 청색비단에 붉은 글씨로 쓴 조성발원문(造成發願文)을 비롯하여 후령통, 다라니, 저고리 등 많은 복장유물이 발견되었다. 발원문에 의하면, 광해군의 正妃인 장열왕비(章烈王妃)(1576∼1623)가 광해군과 세자 등 주변인들의 극락왕생을 위해 모두 11구의 불상과 불화를 동시에 조성하였다고 밝히고 있다. 이들 불상 조성은 전국에서 활동하고 있던 가장 유명한 조각승들이 대거 참여하여 공동작업으로 진행되었으며, 선찰사 불상은 이 가운데 하나로서 지금까지 확인된 세 번째 불상이라는 점에서 의의가 있다.
선찰사 목조석가여래좌상은 왕실에서 발원한 불사(佛事)라는 역사적인 가치와 17세기를 대표하는 조각승들이 참여하여 조성한 작품이라는 점에서 의의가 크고, 아울러 복장유물에 포함된 저고리에는 장열왕비(章烈王妃)가 친착(親着)했음을 보여주는 묵서가 있어 17세기 전반 조선왕실의 복식연구에 귀중한 가치가 있으므로 불상(1軀) 및 복장유물(83點)을 일괄(一括)하여 유형문화재(有形文化財)로 지정한다.

## 지정 내역
| 일련번호       | 명칭                                          | 재료                            | 구조·형식·형태                  | 규격                            | 수량                            | 기타 특징                       |
| -------------- | --------------------------------------------- | ------------------------------- | ------------------------------- | ------------------------------- | ------------------------------- | ------------------------------- |
| 有形文化財 497 | 安東 仙刹寺 木造釋迦如來坐像 및 腹藏遺物 一括 | 불상 1軀 및 복장유물(83點) 一括 | 불상 1軀 및 복장유물(83點) 一括 | 불상 1軀 및 복장유물(83點) 一括 | 불상 1軀 및 복장유물(83點) 一括 | 불상 1軀 및 복장유물(83點) 一括 |
| -1)            | 목조석가여래좌상                              | 木                              | 좌상                            | 높이 42.0cm, 슬폭27cm           | 1軀                             | 제작연대 : 1622년(天啓 2)       |
| -2)            | 저고리                                        | 絹                              |                                 | 143.0cm(화장) 59.5cm(길이)      | 1點                             | ‘丙子生王妃柳氏命衣’묵서        |
| -3)            | 후령통 및 황초복자                            | 미개봉                          | 미개봉                          | 미개봉                          | 1點                             |                                 |
| -4)            | 조성발원문                                    | 靑綃紅書                        |                                 | 33.5×70.0cm                     | 1枚                             |                                 |
| -5)            | 박상궁원불묵서지편                            | 紙(墨書)                        |                                 | 32.5×5.5cm                      | 1枚                             |                                 |
| -6)            | 覺天比丘信洁比丘주서지편                      | 紙(朱書)                        |                                 | 16.0×5.5cm                      | 1枚                             |                                 |
| -7)            | 다라니                                        | 紙(墨印)                        |                                 | 24.2×20.5cm                     | 15枚                            |                                 |
| -8)            | 다라니                                        | 紙(墨印)                        |                                 | 24.2×20.5cm                     | 3枚                             |                                 |
| -9)            | 다라니(원형)                                  | 紙(朱印)                        |                                 | 22.6×18.6cm                     | 2枚                             |                                 |
| -10)           | 다라니                                        | 紙(朱印)                        |                                 | 22.6×18.6cm                     | 1枚                             |                                 |
| -11)           | 다라니(원형)                                  | 紙(朱印)                        |                                 | 22.6×18.6cm                     | 7枚                             |                                 |
| -12)           | 다라니(원형)                                  | 紙(朱印)                        |                                 | 22.6×18.6cm                     | 2枚                             |                                 |
| -13)           | 다라니(방형)                                  | 紙(朱印)                        |                                 | 24.2×20.5cm                     | 1枚                             |                                 |
| -14)           | 다라니(방형)                                  | 紙(墨印)                        |                                 | 22.6×18.6cm                     | 6枚                             |                                 |
| -15)           | 다라니                                        | 紙(墨印)                        |                                 | 22.6×18.6cm                     | 3枚                             |                                 |
| -16)           | 다라니                                        | 紙(墨印)                        |                                 | 24.2×20.5cm                     | 1枚                             |                                 |
| -17)           | 다라니                                        | 紙(墨印)                        |                                 | 22.6×18.6cm                     | 2枚                             |                                 |
| -18)           | 다라니(원형)                                  | 紙(朱印)                        |                                 | (외경)13.7cm                    | 5枚                             |                                 |
| -19)           | 다라니(방형)                                  | 紙(朱印)                        |                                 | 24.2×20.5cm                     | 4枚                             |                                 |
| -20)           | 다라니(방형)                                  | 紙(朱印)                        |                                 | 24.2×20.5cm                     | 4枚                             |                                 |
| -21)           | 다라니(방형)                                  | 紙(朱印)                        |                                 | 24.2×20.5cm                     | 2枚                             |                                 |
| -22)           | 다라니(방형)                                  | 紙(墨印)                        |                                 | 24.2×20.5cm                     | 2枚                             |                                 |
| -23)           | 다라니                                        | 紙(朱印)                        |                                 | 24.2×20.5cm                     | 2枚                             |                                 |
| -24)           | 다라니                                        | 紙(墨印)                        |                                 | 24.2×20.5cm                     | 3枚                             |                                 |
| -25)           | 다라니                                        | 紙(朱印)                        |                                 | 24.2×20.5cm                     | 1枚                             |                                 |
| -26)           | 다라니(방형)                                  | 紙(朱印)                        |                                 | 22.6×18.6cm                     | 6枚                             |                                 |
| -27)           | 원형다라니(후령통개부마감)                    | 紙(朱印)                        |                                 | (외경)13.7cm                    | 2枚                             |                                 |
| -28)           | 다라니(후령통외곽마감)                        | 紙(墨印)                        |                                 | 24.2×20.5cm                     | 4枚                             |                                 |

## 참고 자료
- 안동 선찰사 목조석가여래좌상 및 복장유물 일괄 - 국가유산청 국가유산포털